# دره ماه (رمان)
«دره ماه» (انگلیسی: The Valley of the Moon) یک رمان نوشته جک لندن نویسنده اهل ایالات متحده آمریکا است که در سال ۱۹۱۳ به چاپ رسید